# Rainer Robra
Rainer Robra, né le 15 octobre 1951 à Nienhof, est un homme politique allemand, membre de l'Union chrétienne-démocrate d'Allemagne (CDU). 
Il est directeur de la chancellerie régionale et ministre de la Culture de Saxe-Anhalt.
Il est en outre l’oncle de Carl Benedict Robra.

## Biographie
Rainer Robra fait ses études de droit à l'université de Göttingen et celle de Hambourg. Après l'obtention de son diplôme, il travaille au tribunal de Hanovre et Celle. À partir de 1990 il est secrétaire d'État adjoint au ministère de la Justice de Saxe-Anhalt. Depuis 2002 il est chef de la chancellerie et depuis 2016 aussitôt ministre de la Culture de Saxe-Anhalt.